# 중동문화재연구원
중동문화재연구원은 문화유산에 대한 조사, 보존, 보호, 복원, 관리 및 그에 관한 연구를 통해 민족문화의 우수성을 전승, 보급하고 문화산업발전과 새로운 문화창조에 기여함을 목적으로 2009년 1월 6일 설립된 문화체육관광부 소관의 재단법인이다. 사무실은 경기도 용인시 기흥구 신갈동 51-10에 있다.

## 주요 사업
- 문화유산의 조사․연구․보존․복원 및 보호운동과 관련된 사업
- 매장문화재에 대한 조사와 연구 및 학술보고서 발간
- 문화유산의 보존․복원 및 활용방안에 관한 연구
- 문화유산 관련 전문 인력 양성교육 및 장학사업
- 문화유산 관련 학술지 발간 및 지원사업
- 문화유산 관련 학술행사 개최 및 지원사업
- 기타 법인의 목적 달성에 필요한 사업